# Lepidosperma congestum
Lepidosperma congestum är en halvgräsart som beskrevs av Robert Brown. Lepidosperma congestum ingår i släktet Lepidosperma och familjen halvgräs. Inga underarter finns listade i Catalogue of Life.